# Tegostoma
Genre
Tegostoma est un genre de lépidoptères (papillons) de la famille des Crambidae.

## Liste des espèces
Selon Catalogue of Life (30 juin 2020) :
- Tegostoma albizonalis Hampson, 1900
- Tegostoma anaemica Hampson, 1913
- Tegostoma australis Dognin, 1910
- Tegostoma bahrlutalis Amsel, 1955
- Tegostoma baphialis Staudinger, 1870
- Tegostoma belutschistanalis Amsel, 1961
- Tegostoma bipartalis Hampson, 1896
- Tegostoma chirazalis Amsel, 1949
- Tegostoma comparalis Hübner, 1796
- Tegostoma conchylialis Christoph
- Tegostoma concinnalis Christoph, 1882
- Tegostoma confluentalis Hampson, 1913
- Tegostoma dhahranalis Amsel, 1958
- Tegostoma dinichealis Walker, 1859
- Tegostoma embale Caradja, 1928
- Tegostoma erubescens Christoph, 1877
- Tegostoma flavida Moore, 1881
- Tegostoma florilegaria Guenée
- Tegostoma kabylalis Rebel, 1902
- Tegostoma kenrickalis Marion & Viette, 1956
- Tegostoma lepidalis Herrich-Schäffer
- Tegostoma marginalis Amsel, 1961
- Tegostoma mauritanica Amsel, 1952
- Tegostoma mirabilis Amsel, 1959
- Tegostoma moeschleri Christoph, 1862
- Tegostoma monocerialis Ragonot, 1891
- Tegostoma mossulalis Amsel, 1949
- Tegostoma nigronaervalis Mabille, 1906
- Tegostoma palealis Amsel, 1949
- Tegostoma paralis Hampson, 1900
- Tegostoma pentodontalis Erschoff, 1874
- Tegostoma pseudonoctua Rothschild, 1921
- Tegostoma pudicalis Duponchel, 1833
- Tegostoma richteri Amsel, 1963
- Tegostoma ruptilineale Zerny, 1914
- Tegostoma russulalis Christoph, 1877
- Tegostoma salsolacalis Chrétien, 1911
- Tegostoma sarobiella Amsel, 1970
- Tegostoma stangei Zerny, 1916
- Tegostoma subditalis Zeller, 1852
- Tegostoma subterminalis Hampson, 1918
- Tegostoma summaperta Dyar, 1925
- Tegostoma turcomanica Christoph, 1876
- Tegostoma uniforma Amsel, 1951
- Tegostoma vestalis Hampson, 1900